# Agrosteomela nigrita
Agrosteomela nigrita là một loài bọ cánh cứng trong họ Chrysomelidae. Loài này được Ge, Wang & Li miêu tả khoa học năm 2004.